# 吴三大
吴三大（1933年—2018年12月18日），原名吴培基，号长安憨人，男，陕西西安人，中国书法家，曾任中国书法家协会理事，陕西省书法家协会名誉主席。